# Antoine Lemosy
Antoine Lemosy est un homme politique français né le 6 mai 1741 à Prayssac (Lot) et décédé le 7 juillet 1814 à Paris.

## Biographie
Il est député du Lot, nommé par le Sénat le 6 germinal an X, et siège jusqu'à sa mort.

## Sources
- « Antoine Lemosy », dans Adolphe Robert et Gaston Cougny, Dictionnaire des parlementaires français, Edgar Bourloton, 1889-1891 [détail de l’édition]